# María Silvestre Cabrera
María Silvestre Cabrera (Barcelona, 1967) es profesora de Sociología en la Universidad de Deusto. Directora del Deustobarómetro Social.

## Biografía
María Silvestre Cabrera es Licenciada en Sociología y Doctora en Ciencias Políticas y Sociología por la Universidad de Deusto. Fue Decana de la Facultad de Sociología (2004-2009) y Directora del Máster en Intervención en Violencia contra las Mujeres de la Universidad de Deusto (2003-2009). Ha sido codirectora del Máster Internacional en Políticas Públicas y Desarrollo Territorial que se imparte en la Universidad de Deusto en colaboración con la Universitá degli Studi di Palermo y el Istituto di formazione política "Pedro Arrupe" de Palermo. Directora del equipo de investigación "Deusto Valores Sociales" que elabora en España la Encuesta Europea de Valores (EVS). Entre 2009 y 2012 fue Directora del Instituto Vasco de la Mujer-Emakunde. Fue Presidenta de la  Asociación Vasca de Sociología y la Vicepresidenta de la Federación Española de Sociología.

## Obras
Las principales áreas de sus publicaciones son los valores políticos y sociales y la perspectiva de género en las ciencias sociales.
Ha publicado diversas obras sobre valores políticos y sociales, perspectiva de género en las ciencias sociales y políticas públicas de igualdad. Ha dirigido numerosos proyectos de investigación financiados por diversas instituciones públicas .
Colabora habitualmente con diversos medios de comunicación